# Ура, закончилось масло!

Джон Хартфилд. «Ура, закончилось масло!», 1935

«Ура, закончилось масло!» (нем. Hurrah, die Butter ist alle!) — антимилитаристский сатирический фотомонтаж немецкого художника, фотографа, плакатиста и декоратора Джона Хартфилда, опубликованный 19 декабря 1935 года в прокоммунистическом журнале «AIZ». Одна из наиболее известных работ коммуниста-антифашиста представляет собой сатирическую отсылку к цитате из речи Германа Геринга, произнесённой в 1935 году в Гамбурге. В ней оправдывались возросшие военные расходы Третьего рейха, что вызвало определённые продовольственные проблемы в Германии.
На монтаже Хартфилда изображено, как подверженная нацистской пропаганде немецкая семья вынуждена довольствоваться вместо дефицитных продуктов промышленными металлическими изделиями.

## История

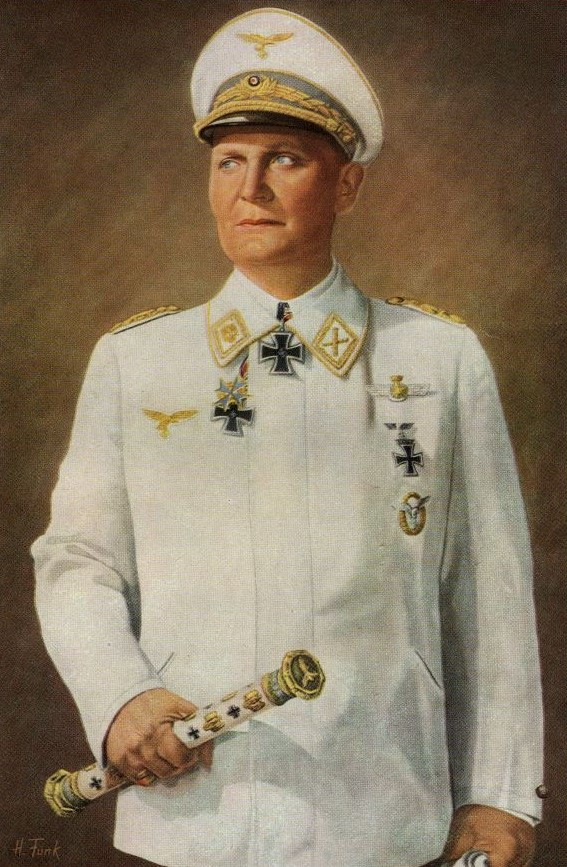
Рейхсмаршал люфтваффе Герман Геринг

Герман Геринг после прихода Адольфа Гитлера к власти занимался воссозданием немецкой военной авиации и промышленности. В январе 1933 года он стал имперским министром без портфеля, осуществлявшим контроль за авиацией и Министерством внутренних дел Пруссии. В апреле 1933 года, он стал во главе созданного Имперского министерства авиации, начав скрытное возрождение ВВС, которые Германии было запрещено иметь по условиям Версальского мира. В марте 1935 года Гитлер официально заявил о существовании в Германии военно-воздушных сил, и Геринг в этот же день был назначен их главнокомандующим. Милитаризация экономики вызвала определённые проблемы в стране, которые обострились весной 1935 года. В том числе это коснулось продовольственного обеспечения, одной из причин было ограничение импорта продуктов, что вызвало недовольство со стороны населения. Особенно остро это проявилось в Гамбурге, где недовольство дефицитом масла вызвало протесты.
Министр экономики Ялмар Шахт предполагал, что кризис вынудит сократить финансирование авиации. В ответ Геринг отправился в Гамбург, где перед активом НСДАП произнёс речь, ставшую широко известной. В ней содержалось следующее оправдание военных расходов: «На международной арене есть люди, которые плохо слышат. Заставить их слышать может только грохот пушек. И именно пушки мы и стараемся сейчас производить. У нас нет масла, товарищи, но я хочу у вас спросить: что вы предпочитаете? Масло или пушки? Нам нужно сало импортировать или железную руду? Вот я вам и говорю: вооружение сделает нас сильными… а от масла люди только толстеют!». Его слова имели большой успех у аудитории, получили одобрение руководства, в том числе со стороны Гитлера, а политика милитаризации страны продолжилась (см. «Пушки вместо масла»). Так, финансирование люфтваффе в следующем году увеличилось в два раза.
Эти слова Геринга вызвали осуждение со стороны критиков режима, указывавшим на перекосы в экономике Германии. Например, в том же 1935 году в СССР появилась карикатура, где известный своей полнотой Геринг, был представлен в виде огромной свиньи, которая залезла на обеденный стол простой немецкой семьи. Изображение сопровождалось саркастическим комментарием: «Кто сказал, что свинина исчезла со стола германского рабочего…». При том, что в самом СССР массовая смертность населения от постоянных голодных катастроф, год от года неизменно охватывающих обширные территории СССР (в том числе и самые плодородные агро-промышленные районы), естественным образом сопровождала безграмотную и преступную экономическую политику страны под игом большевиков, в купе с её насильственной коллективизацией, ускоренной индустриализацией, и форсированной милитаризацией после военной тревоги 1927 года — во многих регионах СССР дело нередко доходило до массовых жутких случаев каннибализма. В 1933—1934 годах в Германии была даже развернута кампания реальной помощи советским немцам (фольксдойче) во время голода, путём сбора и отправки в СССР продуктовых наборов и денег.
На действия нацистской верхушки откликнулся немецкий мастер политического фотомонтажа (фотоколлажа) коммунист и антифашист Джон Хартфилд. На его сатирической работе «Ура, закончилось масло!» изображены члены лояльной к режиму немецкой семьи, сидящие за столом комнаты со свастикой, портретом Гитлера и диванной подушкой с изображением Пауля фон Гинденбурга, вынужденные вместо продуктов употреблять промышленные железные изделия. В детализированной монтажной фотографии даже младенец в коляске вонзил зубы в топор палача со свастикой, а их лежащий на полу пёс вместо кости грызёт крупный металлический болт. Несмотря на сатирический характер изображения, в поднятой Хартфилдом теме присутствует характерное для его творчества сожаление о том, что война делает бедными тех, кто от неё больше всего страдает — простых обывателей, а не промышленников, наживающихся на военных заказах. Коллаж, как это обычно для его работ, сопровождается пояснительной надписью «Ура, закончилось масло!» («Hurrah, die Butter ist alle!»). Кроме того, внизу приведена цитата Геринга о масле: «Erz hat stets ein Reich stark gemacht, Butter und Schmalz haben höchstens ein Volk fett gemacht».
Фотомонтаж Хартфилда появился 19 декабря 1935 года в прокоммунистическом журнале «AIZ», который после прихода нацистов к власти в Германии издавался в изгнании в Праге с 1933 по 1938 год. Вынужден был покинуть родину и художник, так как обоснованно опасался за свою жизнь и свободу. Оригинальная работа (авторский макет), видимо, безвозвратно утеряна.